# Стадион Билино поље
Билино поље је стадион на коме играју Челик из Зенице, те фудбалска и рагби репрезентација Босне и Херцеговине. 

## Историја
Стадион је изграђен и отворен 1972. године. Налази се у центру града уз леву обалу реке Босне. Поред стадиона на локалитету Билино поље, налази се велики паркинг и два хотела. Стадион је енглеског типа без атлетске стазе, а публика је удаљена од аут линије два метра.
Својевремено је стадион имао капацитет од 30.000 гледалаца, а постављањем столица капацитет је смањен на око 15.000 места. У међувремену стадион је значајно реконструисан и задовољава све UEFA-ине и FIFA-ине критеријуме за одигравање сусрета свих нивоа такмичења. 
Тренутни капацитет стадиона износи 13.600 седећих места, од којих је око 12.000 на западној покривеној трибини. 
Изградња је окончана пред финалну утакмицу Митропа купа у којој је Челик победио Фјорентину и други пут заредом освојио ово такмичење. 
У својој првој утакмици против репрезентације Албаније 1995. године, користила га је репрезентација Босне и Херцеговине (резултат је био 0 : 0). Репрезентација БиХ дуго није била поражена на овом стадиону; 6. септембра 2006. године доживела је свој први пораз у Зеници, и то против репрезентације Мађарске, резултатом 3 : 1.

## Карактеристике стадиона
- капацитет: 13.600[1]
- највећа посећеност: 35.000 (против Фјорентине 1972. године)
- адреса: Обални Булевар бб. 72.000, Зеница, Босна и Херцеговина
- други називи: Стадион Зеница,[2] Зенички стадион